# Federazione calcistica della Germania
La Federazione calcistica tedesca (in tedesco Deutscher Fußball-Bund, acronimo DFB) è il massimo organo amministrativo del calcio in Germania. 
È una delle due federazioni, insieme a quella spagnola, ad aver  vinto il campionato mondiale sia a livello maschile (quattro volte) che a livello femminile (due volte), oltre ad essersi aggiudicata il campionato europeo tre volte a livello maschile ed otto volte a livello femminile, ed è, anche in questo caso, una delle due federazioni, insieme a quella olandese, ad avere vinto il torneo continentale con entrambe le nazionali maggiori.

## Storia
La Deutscher Fußball-Bund fu fondata a Lipsia il 28 gennaio 1900 dai rappresentanti di 86 società di calcio tedesche. Pone sotto la propria egida il campionato tedesco di calcio, la Coppa di Germania e la Supercoppa di Germania, nonché le varie selezioni nazionali, tra cui la nazionale maggiore. Ha sede a Francoforte sul Meno ed ha come colori ufficiali il bianco ed il nero.
La squadra nazionale tedesca, che esordì nel 1908, è tra le più prestigiose a livello continentale, potendo vantare tre vittorie al campionato europeo di calcio datate 1972 in Belgio, 1980 in Italia e 1996 in Inghilterra (i primi due titoli come Germania Ovest), e quattro vittorie nel campionato mondiale di calcio, nelle edizioni del 1954 in Svizzera, del 1974 in Germania Ovest, del 1990 in Italia e del 2014 in Brasile (le prime tre come Germania Ovest).
La stagione del campionato tedesco di calcio si svolge da agosto a maggio. La prima edizione della Bundesliga, la massima divisione, si è svolta nel 1903 ed ha visto trionfare il VfB Lipsia. La federazione tedesca organizza, dal 2006, anche la DFB Futsal-Cup, coppa nazionale di calcio a 5. 
Le formazioni di club e la nazionale di calcio tedesche partecipano alle competizioni continentali della UEFA e la federazione è affiliata alla FIFA.
La Germania ha inoltre organizzato la fase finale del campionato europeo di calcio nel 1988, la fase finale del campionato mondiale di calcio nel 1974 e nel 2006 e del campionato mondiale femminile di calcio 2011.
La federcalcio tedesca ha conosciuto un periodo di crisi tra l'ottobre del 2004 e il giugno del 2005, quando emerse uno scandalo sportivo riguardante alcuni arbitri, che avevano truccato alcune partite di Coppa di Germania e di campionati minori in cambio di denaro.